# 엑스칼리버 (잡지)
《엑스칼리버》는 초록배매직스에서 발간한 장르소설 잡지이다. 1997년 3월 창간하여 월간으로 발행되었으나 제4호까지 발간후 폐간되었다.

## 수록작

### 제1호 (1997년 4월호)
- 소설 철경록 / 사마달 고월 (무협)
- 新독보강호 / 검궁인 작 (")
- 귀랑 / 임이모 (")
- 칠정란 / 천중행 (")
- 마계의 꽃 / 박균 (추리)
- 그림자 / 이종호 (판타지)
- 아마조네스 / 김호진 (SF)
- 바닐라 클럽 / 이진우 (SF)
- 말랑말랑 뭉클뭉클 조심 (로맨스)
- 이성 유혹하기 / 띠보 구삐 (만화/프랑스)
- 지구 최후의 날 666 / 프로와디발 타시또 (만화/프랑스)

### 제2호 (1997년 5월호)
- 소설 철경록 / 사마달 고월
- 新독보강호 / 검궁인 작
- 귀랑 / 임이모
- 칠정란 / 천중행
- 마계의 꽃 / 박균
- 혜정요 살인사건 / 백휴 (추리)
- 바닐라 클럽 / 이진우
- 그림자 / 이종호
- 신디크로포드에 대한 전망 / 김상헌 (추리)
- 말랑말랑 뭉클뭉클 조심

### 제3호 (1997년 6월호)
- 소설 철경록 / 사마달 고월
- 新독보강호 / 검궁인 작
- 귀랑 / 임이모
- 칠정란 / 천중행
- 마계의 꽃 / 박균
- 혜정요 살인사건 / 백휴
- 바닐라 클럽 / 이진우
- 그림자 / 이종호
- 란제리와 란제리 / 김상헌 (추리)
- 수밀도의 비밀 / 이수광 (추리)